# Fontaine-sur-Maye
Fontaine-sur-Maye è un comune francese di 154 abitanti situato nel dipartimento della Somme nella regione dell'Alta Francia.

## Società

### Evoluzione demografica
Abitanti censiti